# Chrysobyrrhulus moltonii
Chrysobyrrhulus moltonii is een keversoort uit de familie pilkevers (Byrrhidae). De wetenschappelijke naam van de soort is voor het eerst geldig gepubliceerd in 1964 door Fiori.